# Rinorea niccolifera
Rinorea niccolifera — багаторічна рослина родини фіалкових. Рослина була виявлена на острові Лусон на Філіппінах і описана у 2014 році.

## Опис
Це невисоке деревце висотою не більше 2-х метрів з товстим стовбуром до 13 см в діаметрі і дрібними зеленими плодами, які навіть дозрівши, не змінюють свій колір.

### Накопичення нікелю
Rinorea niccolifera володіє унікальною особливістю акумулювати нікель і інші важкі метали у своїх листках, поглинаючи його з ґрунту. Звичайно, на подібне здатні практично всі рослини, але жодне з них не в змозі накопичувати до 1,8 % нікелю в листках (тобто 18 г нікелю на 1 кг маси рослини). Для порівняння 1,8 % — це приблизно в 1000 разів більше середньостатистичного показника, характерного для зелених рослин. При досягненні такої високої концентрації металів R. niccolifera не подає абсолютно ніяких ознак хвороби або інтоксикації та продовжує при цьому успішно розвиватися.
Дерево є ендемічним видом — зростає воно тільки на західному узбережжі філіппінського острова Лусон, надаючи перевагу гірським схилам на висоті від 320 до 820 метрів над рівнем моря. Як відзначають фахівці, що зробили відкриття, місцеві ґрунти досить багаті важкими металами, тому вижити тут здатна далеко не кожна рослина.
Вчені вже придумали практичне застосування непересічним здібностям дерева Rinorea niccolifera — воно може дуже ефективно впоратися з природною очищенням ґрунтів, забруднених важкими металами, зокрема нікелем. Однак тут є дуже серйозний нюанс — відкрите дерево і деякі подібні до нього сильно прив'язані до свого ареалу зі специфічними умовами довкілля і, як правило, погано піддаються адаптації.